# Tuc Ròi
El Tuc Ròi és una muntanya de 2.154 metres que es troba entre els municipis d'Es Bòrdes, a la comarca de la Vall d'Aran i de Banhèras de Luishon a França.